# Little Rock Central High School National Historic Site
Le Little Rock Central High School National Historic Site est un site historique national américain à Little Rock, dans l'Arkansas. Créé et inscrit au Registre national des lieux historiques  le 6 novembre 1998, il protège des bâtiments relatifs à l'histoire des Neuf de Little Rock, en particulier la Little Rock Central High School et la Magnolia Mobil Gas Station.